# Йохан Пахелбел
Йохан Пахелбел (на немски: Johann Pachelbel) е германски композитор на барокова музика и изпълнител на орган и пиано.
Един от най-важните музиканти на своето време, приятел на Амброзиус Бах, бащата на Йохан Себастиан и учител по орган на брат му, Йохан Кристоф Бах.
Автор на ред кантати за лутеранската църква, камерни сонати, фуги и други. Най-прочутото му произведение е „Канон в ре мажор“.

## Произведения
- „Канон в ре мажор“